# Barnett Newman
Barnett Newman, pravog imena Baruch Newman (29. siječnja 1905. — 4. srpnja 1970.) je bio američki slikar i kipar; isprva predstavnik njujorške škole apstraktnog ekspresionizma; od 1950-ih svojim velikim monokromnim platnima intenzivnih boja prethodnik slikarstva obojenih polja (engleski: Color Field painting) i slikarstva tvrdoga ruba (hard-edge painting), slikarstva obojenoga polja kod kojega su pojedine, uglavnom geometrijske plohe, oštro odijeljene jedna od druge.

## Životopis
Baruch Newman je bio sin poljskih židovskih useljenika. Studirao je filozofiju na Gradskom sveučilištu New Yorka i radio je u očevoj tvornici odijela. Kasnije je radio kao nastavnik, spisatelj i kritičar.
Od 1930-ih slika u ekspresionističkom stilu, ali je kasnije uništio sve ove radove. God. 1934. upoznao je učiteljicu Annalee Greenhouse s kojom se oženio 1936. god. Ona je potakla da se isključivo bavi slikarstvom poslije 1948. god. Od tada su živjeli od njezine plaće do konca 1950-ih kada je Newmann počeo zarađivati od prodaje svojih slika.
Preminuo je od srčanog udara u New Yorku 1970. godine. Devet godina kasnije njegova udovica Annalee osnovala je Fundaciju Barnett Newman, čiji je cilj bilo očuvanje njegove ostavštine, ali i „ohrabri proučavanje i razumijevanje njegova života i djela”.
U svibnju 2013. na aukciji u aukcijskoj kući Sotheby's u New Yorku, Newmanova slika Onement VI iz 1953. prodana je za 43,8 milijuna dolara. No, to je zasjenjeno kada je 4. listopada 2013. Newmanova slika Anino svjetlo iz 1968. godine prodana za 10 milijardi ¥ (105,7 milijuna $), dospjevši na popis najskupljih slika.

## Djela
Bio je jedan od izdavača časopisa Tiger’s Eye, u kojem se zauzimao za prekid s europskom i američkom umjetničkom tradicijom, i glavni predstavnik slikarstva obojenoga polja kojim se suprotstavio apstraktnomu ekspresionizmu. Pod utjecajem P. Mondriana i J. Albersa radio je velike kompozicije snažnih boja, reducirana formalnoga rječnika i naglašene misaonosti (Tko se boji crvenog, žutog i plavog IV, 1970). Utjecao na mlađe umjetnike (Larryja Poonsa i F. Stellu).

## Vanjske poveznice
- Barnett Newman u muzeju MoMA
- Barnett Newman u Philadelphijskom muzeju umjetnosti